# Richard Carlén
Richard Theodor Carlén, född 17 maj 1821 på Hasslekärr i Hångsdala socken, död 31 december 1873 i Stockholm, var en svensk jurist och riksdagsman.
Carlén började 1838 studera i Uppsala. Mellan åren 1844 och 1846 redigerade han Vermlands tidning. År 1857 utnämndes han till häradshövding i Livgedingets domsaga.
Vid riksdagen 1862–1863 var han ledamot i konstitutionsutskottet och suppleant i lagutskottet. Han var även riksdagsman för borgarståndet i Kristinehamn, Köping och Strängnäs vid riksdagen 1865–1866.
1867 flyttade han från Lifgedingets domsaga till Södra Roslags domsaga och i samma veva bosatte han sig i Stockholm. År 1870 valdes han in i Stockholms stadsfullmäktige och 1871–1873 var han en av Stockholms representanter i andra kammaren samt ledamot av lagutskottet.
En av hans motioner föranledde en skrivelse till kungen dels om särskilda förbättringsanstalter för förbrytare under 18 år, dels om tillämpningen av det så kallade progressiva fängelsesystemet.
Richard Carlén var bror till Johan Gabriel Carlén (1814–1875). Han gifte sig 20 mars 1856 med sin svägerskas (Emilie Flygare-Carléns) dotter Rose Reinberg (1836–1883).